# هانس کریستین گرم
هانس کریستین گرم باکتری‌شناس دانمارکی بود. شهرت وی به خاطر رنگ‌آمیزی گرم می‌باشد. وی این رنگ آمیزی را در آلمان کشف کرد. این روش هم اینک نیز به عنوان روش استاندارد برای افتراق باکتری‌ها به کار می‌رود.